# 硫代吗啉
硫代吗啉，别名噻吗啉，是一种含氮和硫的六元饱和杂环化合物，也可以看做是吗啉的硫类似物。其衍生物常用于制药。

## 制备
硫代吗啉可以芥子气为原料制备。